# شهرستان یونیون (اوهایو)
شهرستان یونیون، اوهایو (به انگلیسی: Union County, Ohio) یک سکونتگاه مسکونی در ایالات متحده آمریکا است که در اوهایو واقع شده‌است.

## نگارخانه

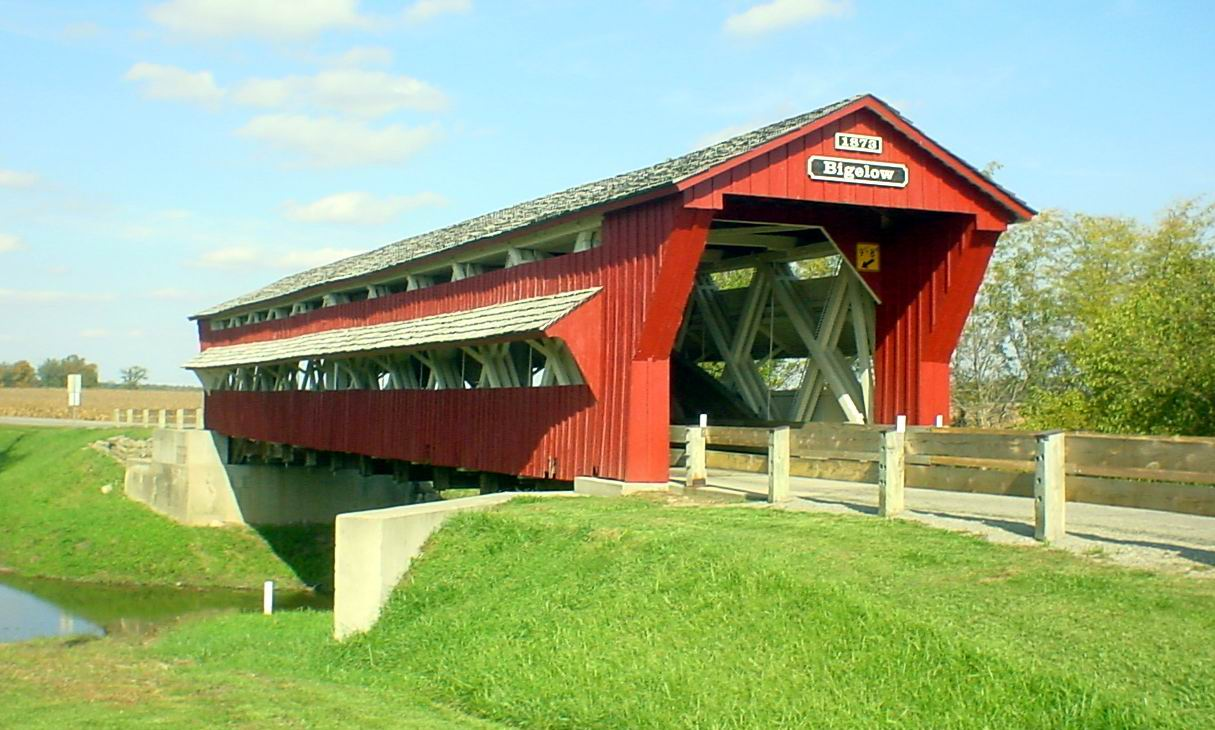
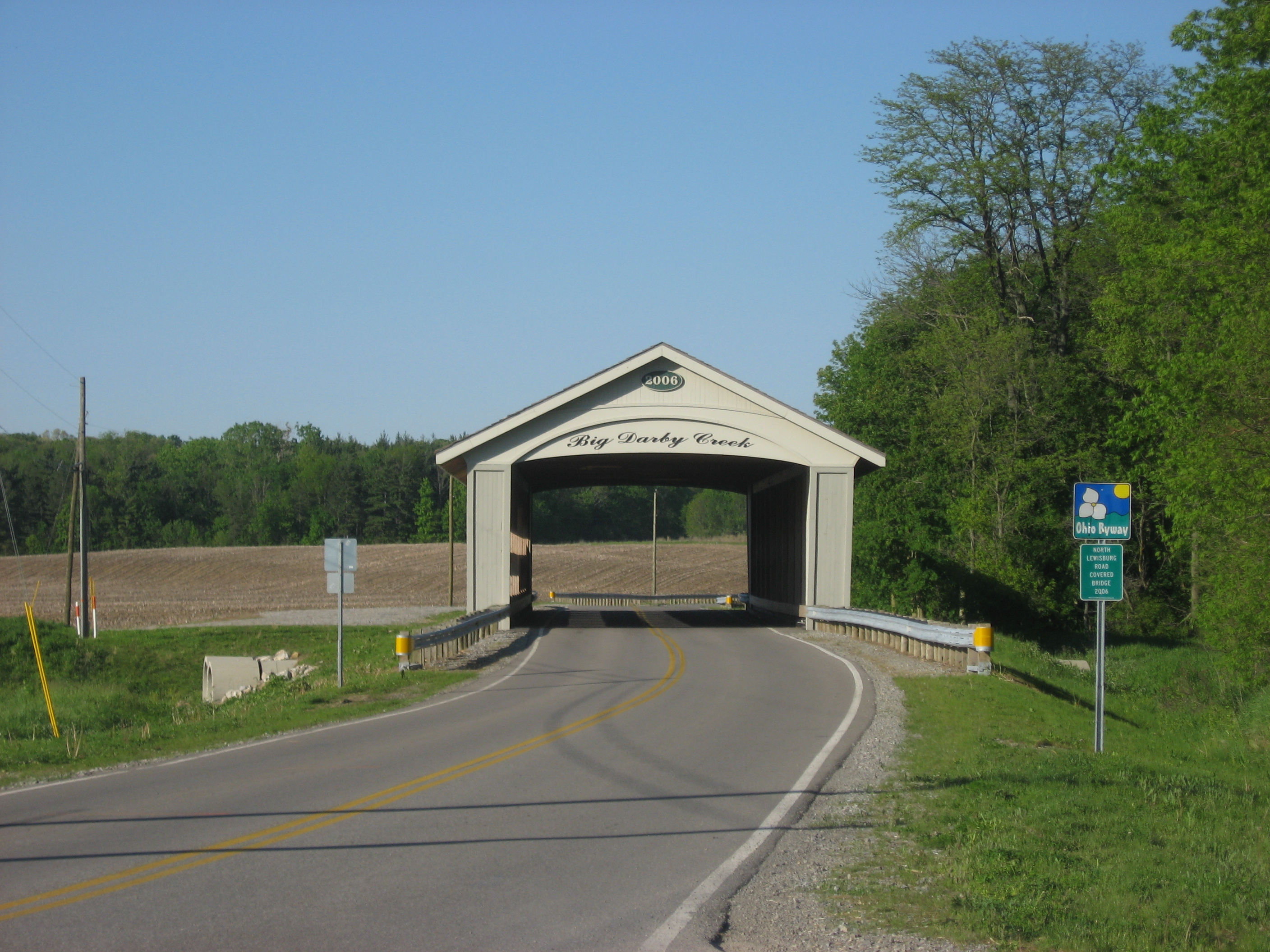